# SuperSport United
SuperSport United este un club de fotbal din Africa de Sud, fondat în 1994. A câștigat de trei ori campionatul Africii de Sud la fotbal.

## Jucători notabili
- Dipsy Selolwane
- Wayne Brown
- Domingues
- Tico-Tico
- Rogerio De Jesus
- Andre Arendse
- Bradley Carnell
- Tony Coyle
- Lance Davids
- Kermit Erasmus
- Phil Evans
- Siboniso Gaxa
- Morgan Gould
- Ricardo Katza
- Bongani Khumalo
- Daine Klate
- George Koumantarakis
- Thomas Madigage †
- Jabu Mahlangu
- Calvin Marlin
- Teko Modise
- Kamohelo Mokotjo
- Nasief Morris
- Katlego Mphela
- Siyabonga Nkosi
- Abram Raselemane †
- Glen Salmon
- Kaitano Tembo

† = decedat

## Antrenori notabili
- Roy Matthews (1998–99)
- Bruce Grobbelaar (1999–01)
- Pitso Mosimane (1 July 2001 – 30 June 2007)
- Gavin Hunt (1 July 2007 – 28 May 2013)
- Cavin Johnson (19 June 2013 – 29 Aug 2014)
- Kaitano Tembo (29 Aug 2014–3 Sept 2014)
- Gordon Igesund (3 Sept 2014–)